# Achacy Grochowski
Achacy (Achacjusz) Grochowski herbu Junosza (zm. 7 stycznia 1633) – biskup przemyski oraz łucki, sekretarz Jego Królewskiej Mości, prepozyt łęczycki i sandomierski, kanonik krakowski i przemyski, prepozyt miechowski, przedstawiciel dyplomatyczny Rzeczypospolitej w Państwie Kościelnym w 1620 roku.

## Życiorys
Był bratem Stanisława Grochowskiego, arcybiskupa lwowskiego.
Odbył studia w Krakowie i Padwie, był sekretarzem królewskim oraz posiadaczem szeregu godności kościelnych (prepozytura łęczycka i sandomierska, kanonikat w Przemyślu, Krakowie i Poznaniu). W sierpniu 1624 mianowany biskupem przemyskim, rządy w diecezji objął na początku kolejnego roku; zajmował się m.in. odbudową diecezji zniszczonej w czasie najazdu tatarskiego. W październiku 1627 przeniesiony został na diecezję łucką, gdzie był pierwszym ordynariuszem posługującym się tytułem "biskupa łuckiego i brzeskiego". Jednocześnie otrzymał prepozyturę komendatoryjną w Miechowie. Występował zdecydowanie przeciw reformacji i postulatom równouprawnienia dysydentów i katolików. W 1625 wystąpił z oskarżeniem przeciw Samuelowi Bolestraszyckiemu, z powodu wydania przez niego cenzurowanej publikacji.
Był elektorem Władysława IV Wazy z województwa wołyńskiego w 1632 roku.